# 애딕티드 러브
애딕티드 러브(Addicted to Love)는 1997년 개봉한 미국의 영화이다.

## 출연

### 주연
- 멕 라이언
- 매슈 브로더릭
- 켈리 프레스톤
- 체키 카리오

### 조연
- 모린 스태플튼
- 네스빗 블레스델
- 레마크 램지
- 도미닉 던
- 리 윌코프
- 수잔 포리스탈

## 기타
- 공동제작: 캐롤라인 베론
- 공동제작: 요한나 데메트라카스
- 미술: 로빈 스탠드퍼
- 의상: 르네 에를리히 칼푸스

## SBS 성우진 (2004년 5월 30일)
- 윤소라 - 매기(멕 라이언)
- 구자형 - 샘(매슈 브로더릭)
- 이종혁 - 앤튼(체키 카리오)
- 이선 - 린다(켈리 프레스턴)
- 강연숙
- 송연희
- 정동열
- 황윤걸
- 장호비
- 박만영